# Siegfried Gumz

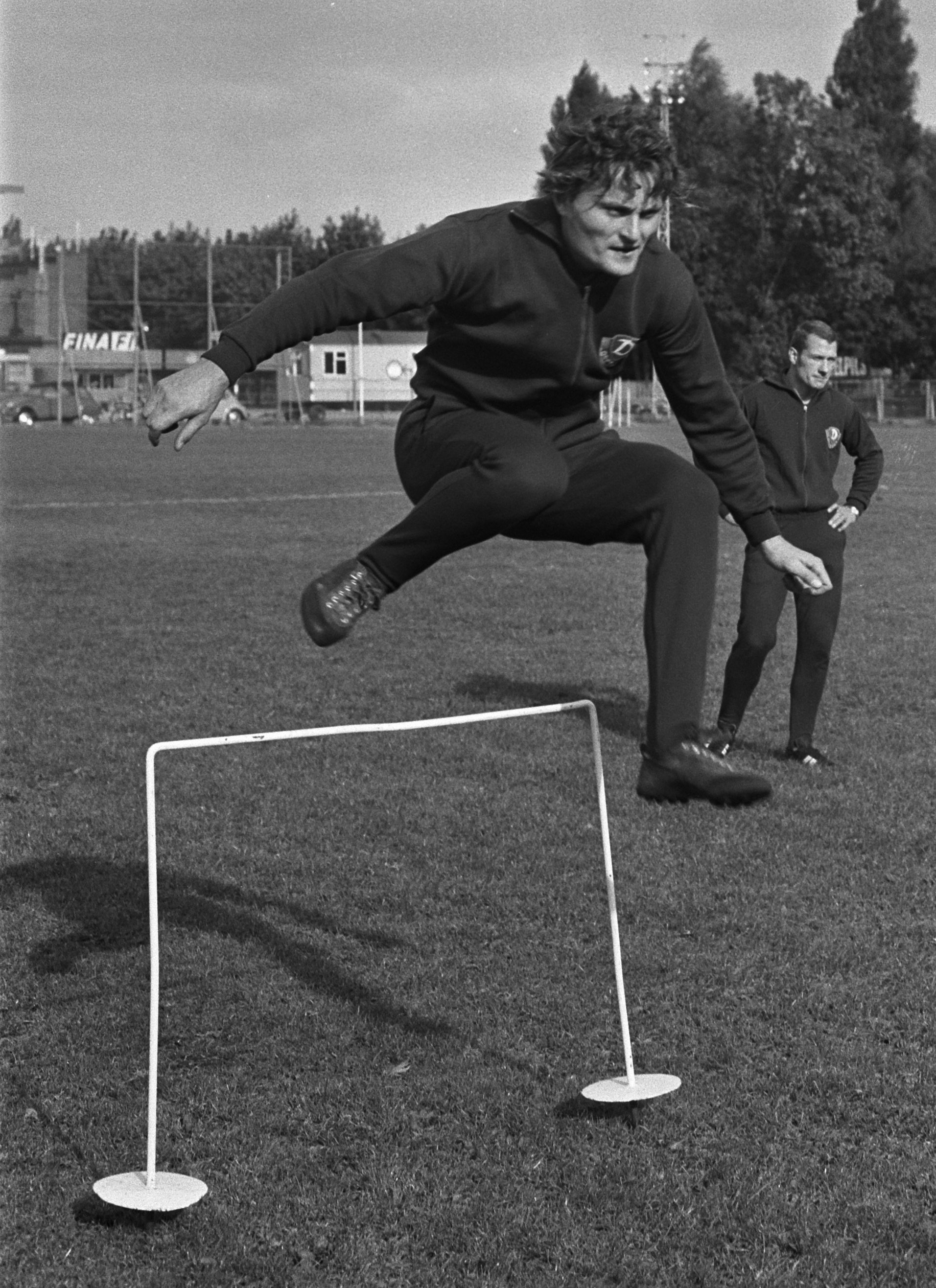
Siegfried Gumz (im Hintergrund), bei der Vorbereitung der Mannschaft auf das Spiel gegen Ajax (1971)

Siegfried Gumz (* 2. Mai 1940) ist ein ehemaliger deutscher Fußballspieler und -trainer.

## Leben
Siegfried Gumz, gelernter Glasbläser, stammt aus Thüringen und begann seine Fußballerkarriere in Ilmenau. Ab 1960 spielte er in der DDR-Oberliga für die SG Dynamo Dresden. Sein Debüt gab er am 20. März 1960. Ab 1962 gehörte er der ersten Mannschaft an, wo er überwiegend als Mittelfeldspieler zum Einsatz kam. Bis zu seinem Karriereende 1970 absolvierte er insgesamt 120 Oberligaspiele für den Verein und erzielte dabei 33 Tore. Hinzu kamen zwei Spiele im Europapokal, wo er 1967 bei der ersten Teilnahme Dynamos im Internationalen Messepokal gegen die Glasgow Rangers zum Einsatz kam. Insgesamt machte er 225 Pflichtspiele mit 71 Toren für Dynamo.
Nach seiner aktiven Laufbahn blieb er zunächst in Dresden und arbeitete als Übungsleiter im Nachwuchsbereich (u. a. auch Trainer von Dynamo Dresden II in der DDR-Liga von 1974 bis 1976), als Co-Trainer der ersten Mannschaft und war zeitweise auch deren Mannschaftsleiter. Bei der BSG Stahl Riesa übernahm er von 1985 bis 1987 in der DDR-Oberliga den Cheftrainerposten und war danach von 1987 bis 1989 als Cheftrainer der BSG Fortschritt Bischofswerda tätig. In dieser Zeit gelang es ihm, den Verein von der DDR-Liga wieder in die erste Spielklasse der DDR zu führen. 1989 wechselte Gumz aus persönlichen Gründen zurück nach Thüringen und war dort bis 1991 Trainer der SV Germania Ilmenau. Danach arbeitete er bis zur Rente als Bademeister des örtlichen Freibades.
Gumz war unter dem Decknamen „Klaus Stürmer“ als Gesellschaftlicher Mitarbeiter Sicherheit der DDR-Staatssicherheit aktiv. Er verpflichtete sich 1981. Gumz ist verheiratet und wohnt mit seiner Frau in Schmiedefeld am Rennsteig.